# Shannon Johnson
Shannon Johnson, (Shannon Regina « Pee Wee » Johnson), née le 18 août 1974 à Hartsville, Caroline du Sud, est une joueuse de basket-ball américaine.

## Biographie
Après sa carrière de joueuse, elle est quatre ans assistant coach à Northwestern State puis devient en septembre 2015 entraîneuse principale de Coker College.

## Palmarès

### Club
- Championne ABL 1997, 1998

### Sélection nationale
Jeux olympiques d'été
- Médaille d'or des Jeux olympiques de 2004 à Athènes,  Grèce

Championnat du monde
- Médaille d'or du Championnat du monde 2002,  Chine

### Distinctions personnelles
- All-star WNBA 1999, 2000, 2002, 2003
- Sélection USA pour de la rencontre The Game at Radio City en 2004
- Second meilleur cinq de la WNBA (1999, 2000, 2002)